# Holocensko masovno izumiranje
Holocensko masovno izumiranje je događaj izumiranja životinjskih vrsta koji započinje prije oko 11-12 000 godina pojavom modernog čovjeka i traje sve do danas.

## Masovna izumiranja
Tijekom povijesti planete Zemlje živi je svijet na njoj bio izložen povremenim masovnim izumiranjima nakon kojih je evolucija preživjelih vrsta krenula drugim putem od onoga kojim se do tada kretala. Do prvog od tih masovnih izumiranja dolazi oko 100 milijuna godina nakon Kambrijske eksplozije kada nastaju sva mnogostanična živa bića na planeti. Tijekom prvog izumiranja prije oko 443 milijuna godina umire oko 50% svih živih bića. Do drugog masovnog izumiranja dolazi prije oko 374 milijuna godina i ono najviše pogađa život u moru. Tada je potpuno izumrlo oko 19 % svih porodica živih organizama. Posljedica tog istrijebljenja postaje planetarna dominacija Synapsida, gmazova predaka sisavcima koja traje sve do sljedećeg izumiranja prije 251 milijun godina i koje je ujedno i najveće poznato u povijesti. Tijekom njega će biti istrijebljeno 96 % svih morskih organizama, 70% kralježnjaka, a ujedno je i jedino izumiranje koje dovodi do masovnog nestanka kukaca i biljaka, a nova dominantna vrsta na planeti postaju dinosauri predci današnjih gmazova. Ovaj će razvoj vrsta biti potvrđen tek "manjim" izumiranjem pred oko 199 milijuna godina, nakon kojega su jedini preživjeli prasisavci veličine miša. Do posljednjeg poznatog masovnog izumiranja prije utjecaja čovjeka dolazi pred 65 milijuna godina kada su nestali dinosauri, a mjesto dominantnog životinjskog oblika preuzimaju sisavci.

## Holocensko izumiranje

### Prapovijest
Tijekom razdoblja ljudske prapovijesti i prije pojave poljoprivrede sve je veći broj Homo sapiensa  živio od lova na divlje životinje. Iako i dan danas postoje žestoke rasprave među paleontolozima o razlozima holocenskog izumiranja (utjecaj ljudskog lova s jedne strane i klimatske promjene s druge), svi se slažu oko činjenice da su ljudi lovili i jeli tadašnje životinje pošto se ostatci mamuta, sabljozubog tigra, stepskog bizona, divovskog jelena, europskog spiljskog lava, velikog klokana i sličnih nalaze u špiljama gdje su oni živjeli. Paleontolozi koji se protive ulozi čovjeka u ovim prapovijesnim izumiranjima navode kao glavni razlog izumiranja klimatske promjene do kojih dolazi u to doba, dok zagovornici teorije čovjekovog utjecaja, tj. lova koje dovodi do istrjebljenja ukazuju na činjenicu da je dolazak Homo sapiens na neko područje uvijek prethodio masovnom istrjebljenju drugih vrsta. Tako se dogodilo u Australiji prije oko 50 000 godina, pa potom na američkom kontinentu prije oko 13 000 godina itd.

### Moderno doba
Tijekom razdoblja pisane povijesti veza između utjecaja čovjeka i istrijebljenja vrsta je van svake sumnje dokazana još u doba Rimskog Carstva, koje je organizirano lovilo divlje životinje za gladijatorske borbe. Primjeri žrtava tog istrijebljenja na području Rimskog Carstva jesu europsko divlje govedo, azijski lav, sjeverno afrički slon i drugi.
Razvojem tehnologije i otkrivanjem novih otoka i kontinenata od strane naroda Polinezije, a potom i europskih kolonijalnih sila opseg istrijebljenja se bitno uvećao. Procjenjuje se da su samo polinežani istrijebili 2000 vrsta tijekom svog naseljavanja Pacifika, a zajedničkim djelovanjem crnačkih doseljenika Madagaskara i europskih sila tamošnja je  megafauna u potpunosti istrijebljena. Do istrijebljenja koje vrše europljani tijekom kolonijalne ekspanzije ponekad dolazi radi lova, a ponekad i neizravno unošenjem alohtonih životinjskih vrsta u novi okoliš (npr. miševi s brodova). Nove su vrste često brzo uništile mjesnu faunu koja protiv njih nije imala učinkovitu obranu.

## Sadašnjost
Istraživanje Američkog muzeja prirodne povijesti iz 1998. koje je provedeno među stručnjacima ukazalo je da 70 % njih smatra da se životinjski i biljni svijet na našoj planeti nalazi u doba Holocenskog masovnog izumiranja. Harvardski stručnjak Edward Osborne Wilson je 2010. godine izračunao da će do 2100. godine 50 % svih viših živih organizama biti istrijebljeno, ako ljudska vrsta nastavi sa svojim dosadašnjim postupcima, dok je Peter Raven, predsjednik Američke asocijacije za napredak znanosti, dao još crniju izjavu riječima: "Ako se nastavi ovaj proces istrijebljenja koji je nekoliko stotina puta brži od prirodnog procesa izumiranja, polovica svih živih bića bit će ugrožena do kraja 21. stoljeća.
Po podacima UN-ove Međunarodnog saveza za zaštitu prirode 2007. godine se na listi ugroženih vrsta našlo 40% svih vodozemaca, 20% sisavaca, 14% ptica itd.

## Vanjske poveznice
- Svijet se suočava s "krizom izumiranja"  Arhivirana inačica izvorne stranice od 19. veljače 2021. (Wayback Machine)
- Odabir vrsta održava samonespojivost
- Rizik od izumiranja kod ptica, sisavaca i vodozemaca
- 2010. je možda najgora godina što se tiče izumiranja koralja na Karibima
- Rano upozorenje za ugrožene vrste?  Arhivirana inačica izvorne stranice od 23. svibnja 2013. (Wayback Machine)
- Klimatske promjene uzrok izumiranja guštera  Arhivirana inačica izvorne stranice od 14. svibnja 2013. (Wayback Machine)
- Znanstvenici smatraju da je u tijeku najbrže izumuranje u povijesti Zemlje. Inačica izvorne stranice arhivirana 7. lipnja 2007. Pristupljeno 3. kolovoza 2008.
- Intervju s Dr. Peterom Ravenom, direktorom Botaničkog vrta u Missouriju. Pristupljeno 3. kolovoza 2008.